# Ridge A
Ridge A – grzbiet górski na wschodzie Antarktydy odkryty w 2009 roku.
Obszar Ridge A został odkryty przez zespół australijskich i amerykańskich astronomów podczas poszukiwań miejsca pod nowe obserwatorium astronomiczne. Jest uważany za najzimniejsze, najsuchsze i najspokojniejsze miejsce na Ziemi, gdzie „jest najmniejsza prędkość wiatru, najczystsze niebo i najniższy poziom szumu na Ziemi”.
Grzbiet jest zlokalizowany na Płaskowyżu Polarnym, na wysokości 4053 metrów n.p.m. Występują na nim ekstremalnie małe ruchy powietrza (wiatry), a średnia temperatura zimą wynosi –70 °C (–94°F).
Na odkrytym obszarze planowana jest budowa obserwatorium i ustawienie teleskopu, za pomocą którego uzyskane obrazy byłyby niemal trzy razy dokładniejsze, niż uzyskiwane za pomocą jakichkolwiek innych teleskopów naziemnych na Ziemi. Pod względem dokładności byłyby one porównywalne z obrazami uzyskiwanymi przez Kosmiczny Teleskop Hubble'a.